# Single Inline Package
Pour les articles homonymes, voir Single et SIP.

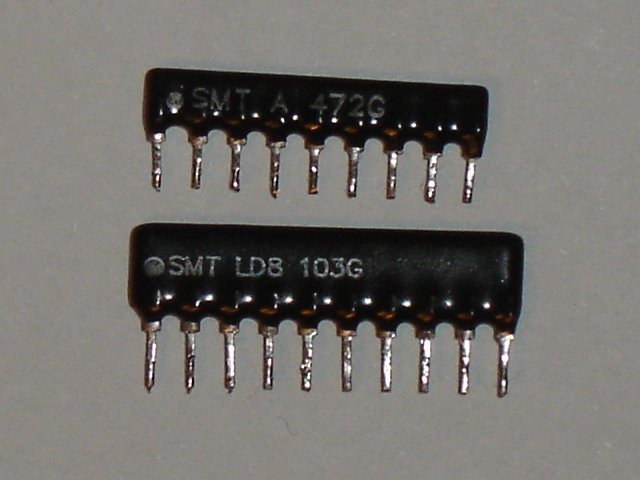
réseau de résistances dans un boitier SIP

Single Inline Package est un boîtier de circuit intégré présentant des pattes sur un seul côté. Il est généralement opposé au boîtier DIP.

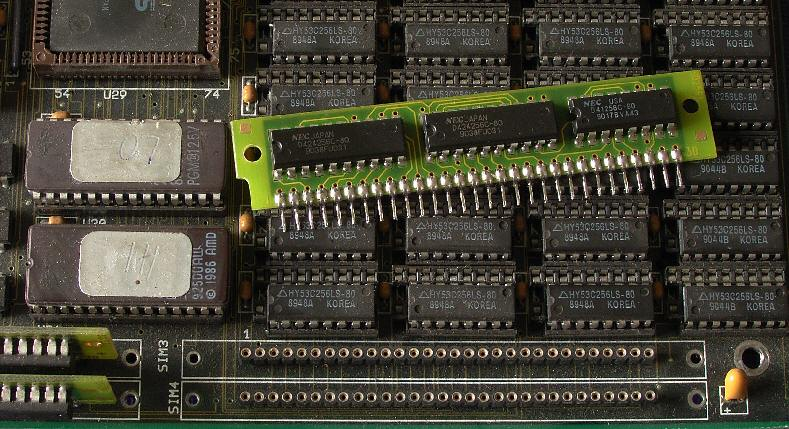
Module SIPP 256K octets

On peut également citer les modules de circuits intégrés fonctionnant sur ce principe : le SIPP, pour Single Inline Package pin, est un circuit intégré possédant des pattes ou pin sur un côté.
Les modules SIP et SIPP présentent l'avantage d'occuper moins de place sur les cartes que les DIP.

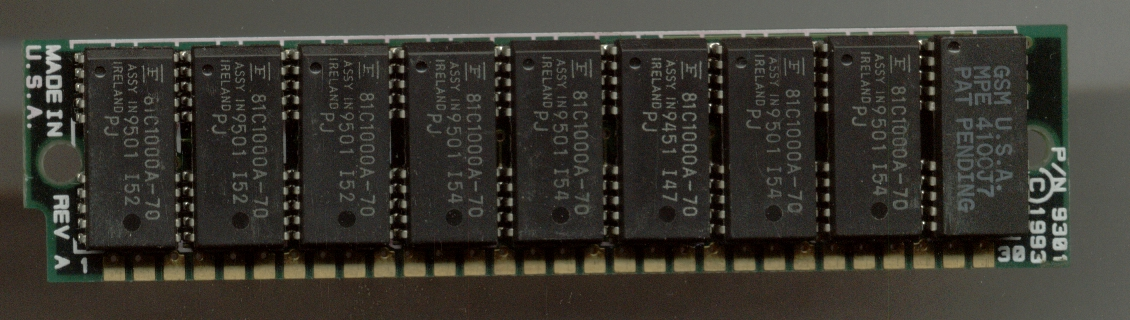
Module SIMM 1Mio

En informatique certains modules mémoire appelés SIMM (Single Inline Memory Module) sont fabriqués sur le même principe : des mémoires vives soudé sur un petit circuit imprimé rectangulaire, s'insérant verticalement par un de ses grands côtés dans un connecteur situé sur la carte mère d'un PC. Contrairement aux DIMM, une seule face est équipée de plages de connexion.